# Galium mirum
Galium mirum là một loài thực vật có hoa trong họ Thiến thảo. Loài này được Rech.f. mô tả khoa học đầu tiên năm 1939.